# Dina (voornaam)
Dina is een meisjesnaam. De naam kan een verkorting zijn van langere meisjesnamen die op -dina eindigen, zoals Berendina. Tevens kan de naam afkomstig zijn uit de Bijbel, waar Dina de dochter was van was Jakob en Lea.
Een verkleinwoord van Dina is Dientje.

## Bekende naamdragers
- Dina Barberini, Italiaanse sopraan
- Dina Bélanger, Canadese non
- Dina Asher-Smith, Brits sprintster.
- Dina Meyer, Amerikaans actrice.
- Dina Tersago, Vlaamse presentatrice, model en actrice.